# Sawyer (Kansas)
Pour les articles homonymes, voir Sawyer.
Sawyer est une ville américaine située dans le comté de Pratt, au Kansas. Selon le recensement de 2020, sa population est de 89 habitants.